# IJssportcentrum Stappegoor

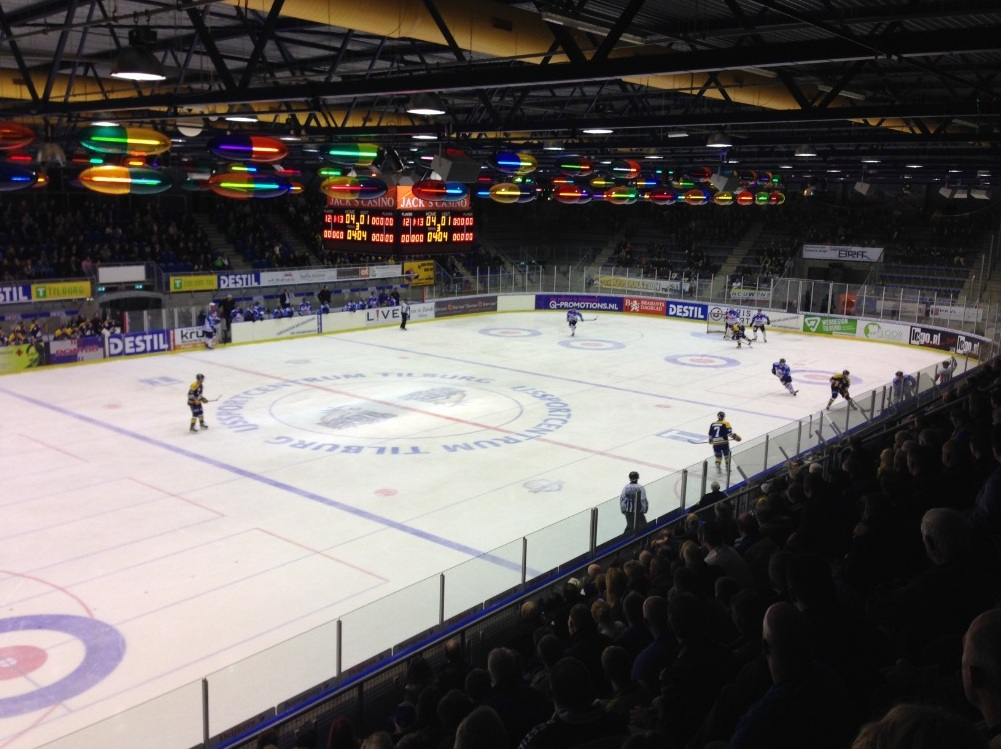
IJssportcentrum Stappegoor

Het IJssportcentrum Stappegoor is een centrum voor ijshockey in Tilburg. Het IJssportcentrum Stappegoor is de thuisbasis voor de eredivisieclub Tilburg Trappers. Er is plaats voor 2500 toeschouwers tijdens ijshockeywedstrijden.